# Île Deering
Ne doit pas être confondu avec Île Deer.
L'île Deering est une île de Colombie-Britannique sur le fleuve Fraser. 
Elle est reliée à Vancouver par un pont. Elle compte une quarantaine de résidents.